# Хиринка
Хири́нка (пол. Chyrzynka) — колишнє село на Закерзонні, а тепер — частина села Хирина в гміні Кривча Перемишльського повіту в Підкарпатському воєводстві Польщі.

## Географія
Село було розташоване на правому березі Сяну посередині між селами Хирина і Купна, на відстані 16 кілометрів на захід від центру повіту міста Перемишль та за 48 кілометрів на південний схід від міста Ряшів.

## Історія
Село згадується в 1448 р., входило до кривецького ключа.
За переписом 1921 р. в селі було 19 будинків і 119 мешканців (107 греко-католиків і 17 римо-католиків).
У міжвоєнний час Хиринка приєднана до Хирини.
10 вересня 1939 року німці окупували село, однак уже 26 вересня 1939 року мусіли відступити з правобережної частини Сяну, оскільки за пактом Ріббентропа-Молотова правобережжя Сяну належало до радянської зони впливу. 27.11.1939 постановою Верховної Ради УРСР село в ході утворення Дрогобицької області включене до Добромильського повіту. Територія ввійшла до складу утвореного 17.01.1940 Бірчанського району (районний центр — Бірча). Наприкінці червня 1941, з початком Радянсько-німецької війни, територія знову була окупована німцями. В липні 1944 року радянські війська знову оволоділи цією територією, українців насильно мобілізували в Червону армію. В березні 1945 року, в рамках підготовки до підписання Радянсько-польського договору про державний кордон зі складу Дрогобицької області правобережжя Сяну включно з Хиринкою було передане до складу Польщі. Українців добровільно-примусово виселяли в СРСР. Решта українців села попала в 1947 році під етнічну чистку під час проведення Операції «Вісла» і була депортована на понімецькі землі у західній та північній частині польської держави, що до 1945 належали Німеччині.

## Церква
У XVIII ст. в селі вже була парафіяльна церква Порохницького деканату Перемишльської єпархії. До парафії належали також Хирина і Купна.
|  |  |  |  |

Наявна нині дерев'яна церква Преподобного Симеона Стовпника була збудована в 1865 р., в 1936 р. налічувала 103 парафіян в Хиринці та 412 парафіян у Хирині. Поруч із церквою стоїть мурована дзвіниця без дзвонів, крита бляхою.

## Відомі люди

### Народилися
- український письменник, мемуарист, вояк УГА, священик УГКЦ, Слуга Божий Степан Венгринович (1897—1954).